# Hahnenbusch (Bretzfeld)
Hahnenbusch ist ein zum Bretzfelder Ortsteil Adolzfurt zählender Weiler im Hohenlohekreis im nördlichen Baden-Württemberg.

## Geographische Lage
Der Ort mit etwa einem halben Dutzend Hausnummern liegt, fast geschlossen von Feldern umgeben, auf rund 245 m ü. NHN am linken Hang des Bernbachs, der einen halben Kilometer weiter im Norden in die Brettach mündet. Die in und am Rande einer ehemaligen Abbaugrube stehenden Häuser werden von der Straße von Scheppach im Nordwesten nach Unterheimbach im Südsüdosten durchzogen. Nächster Ort ist der kleine Wohnplatz Wiesental an der Bernbachmündung. Der in einem langen, nach Südsüdwesten ziehenden Ausläufer der Adolzfurter Ortsteilgemarkung gelegene Weiler ist von der Adolzfurter Ortsmitte in Luftlinien weniger als zwei Kilometer entfernt.

## Geschichte
Der südöstlich von Adolzfurt liegende Weiler wurde 1447 als Heimenbusch erwähnt und gehörte ursprünglich wohl zur Burg Heimberg und später zur Gemeinde Scheppach. 1573 wurde eine Ziegelei erwähnt. 1686 war ein Erbzinshof in Hahnenbusch im Besitz des Hauses Hohenlohe-Schillingsfürst. 1699 wurde der Ort Haanbusch genannt. Im 19. Jahrhundert kam der Ort von Scheppach zur Gemeinde Adolzfurt. 1865 war der Ort von drei Familien bewohnt.